# Coronel (Chile)
Coronel là một thành phố của Chile. Coronel có diện tích 279 km², dân số năm 2002 là 95.527 người.